# Knoopkruid
Knoopkruid (Centaurea jacea) is een plantensoort uit de composietenfamilie (Asteraceae). Een synoniem is Centaurea thuillieri.
In Nederland en Vlaanderen is het een algemene plant van bermen en ruderale plaatsen.

## Determinatie

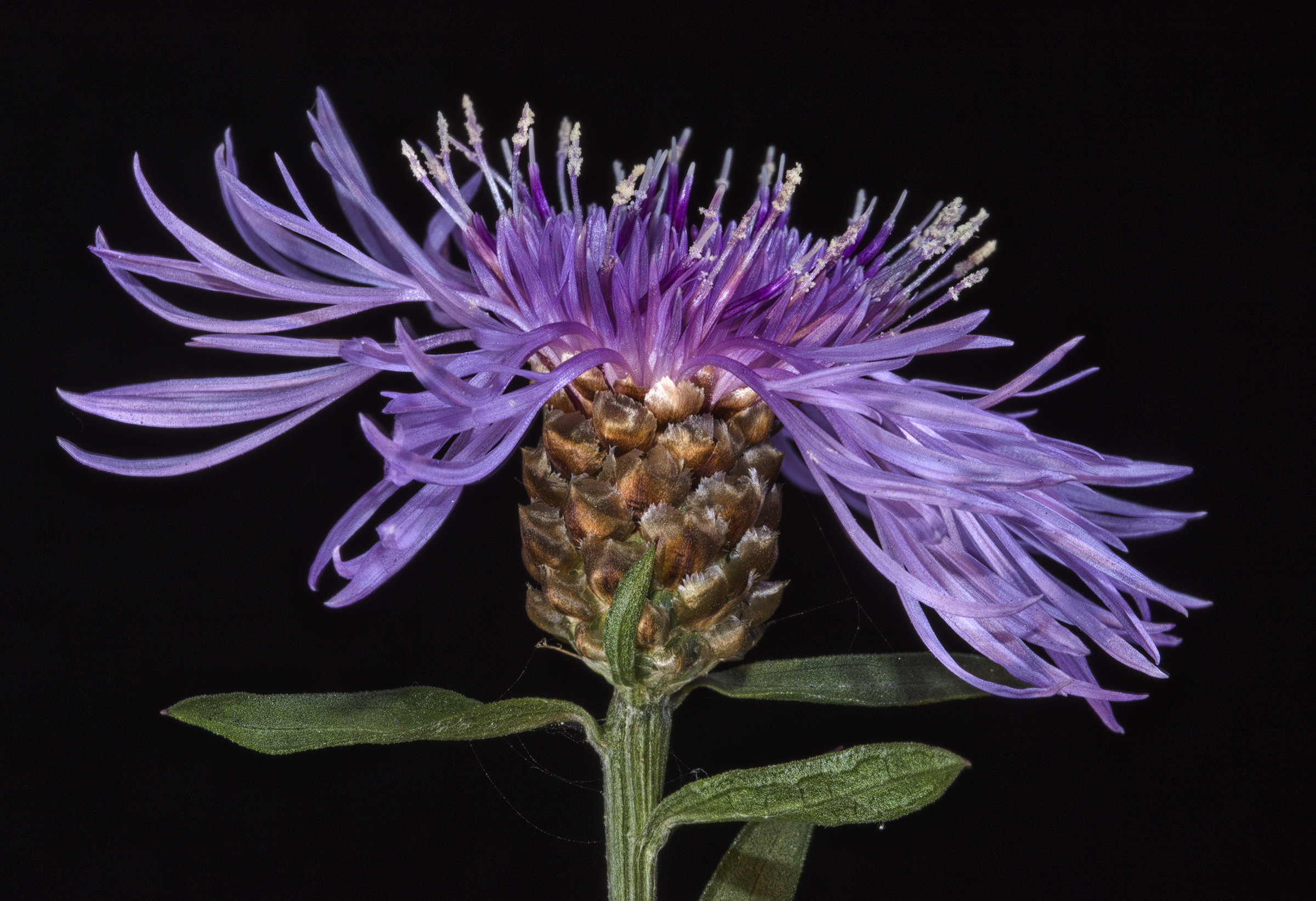
Close-up van het zijaanzicht van de bloem.

Knoopkruid is een overblijvende, kruidachtige plant die een hoogte bereikt van 30–70 cm. De bovenste bladeren zijn ongedeeld en staan afwisselend langs de stengel. De onderste bladeren zijn meestal bochtig tot veerspletig.
De bloemhoofdjes zijn 2–4 cm breed. Ze bestaan uit roze tot roodpaarse buisbloemen. De randbloemen hiervan zijn vergroot en steriel. Door het vergroten en het opzij staan lijken ze op lintbloemen. De omwindselbladen in de bovenste helft hebben een afgescheiden, gestekeld aanhangsel. De bloeiperiode loopt van juni tot in de herfst.

## Ecologie
Knoopkruid groeit op vrij vochtige, mesotrofe grond. Men kan de plant vaak aantreffen in bermen en andere min of meer grazige plaatsen. De soort heeft een voorkeur voor leemachtige grond. Het verspreidingsgebied beslaat Eurazië, met een nadruk op de gematigde en zuidelijke gebieden.
De bestuiving vindt plaats door insecten. De plant kent geen zelfbestuiving. In Zwitserland werd de plant mede om deze reden gekozen voor een experiment waarbij de bestuivingsgraad tussen verschillende plaatsen gemeten werd. Hierbij kon worden geconstateerd dat alleenstaande planten op 200 m afstand nog steeds 5% kans op bestuiving door sociale bijen en vlinders had.
Volgens de Nederlandse Bijenhouders Vereniging wordt het knoopkruid bevlogen door hommels en door bijen uit de geslachten Andrena, Dasypoda, Halictus, Lasioglossum en Megachile.
Ze vormt de waardplant voor onder meer de blauwe distelbladroller, roodtipbladroller, gewone spikkelspanner, heidedwergspanner, grijze dwergspanner, gewone dwergspanner, lichte daguil, kleine knoopkruidboorvlieg en heideringelrups.

### Syntaxonomie
In de syntaxonomie staat knoopkruid te boek als kensoort voor de klasse van matig voedselrijke graslanden (Molinio-Arrhenatheretea), een klasse van plantengemeenschappen van matig droge tot natte, matig voedselrijke tot voedselrijke graslanden.
Het is tevens een indicatorsoort voor het Mesofiel hooiland (hu) subtype Glanshavergrasland, een karteringseenheid in de Biologische Waarderingskaart (BWK) van Vlaanderen en het Brussels Hoofdstedelijk Gewest.

## Taxonomie
De soort is zeer variabel en geldt als ontoereikend onderzocht. Ze vormt gemakkelijk hybriden, vooral met Centaurea nigrescens. De volgende lijst bevat alle beschreven ondersoorten, sommige zijn mogelijk hybriden:
- Centaurea jacea subsp. angustifolia[1][2]
- C. jacea subsp. forojulensis[2]
- C. jacea subsp. gaudinii
- C. jacea subsp. haynaldii[2]
- C. jacea subsp. jacea
- C. jacea subsp. macroptilon
- C. jacea subsp. oxylepis[1]
- C. jacea subsp. subjacea
- C. jacea subsp. weldeniana[2]

Over zwart knoopkruid (C. nigra) verschillende de meningen of dit een aparte soort is of als ondersoort van C. jacea beschouwd moet worden.

## Fotogalerij

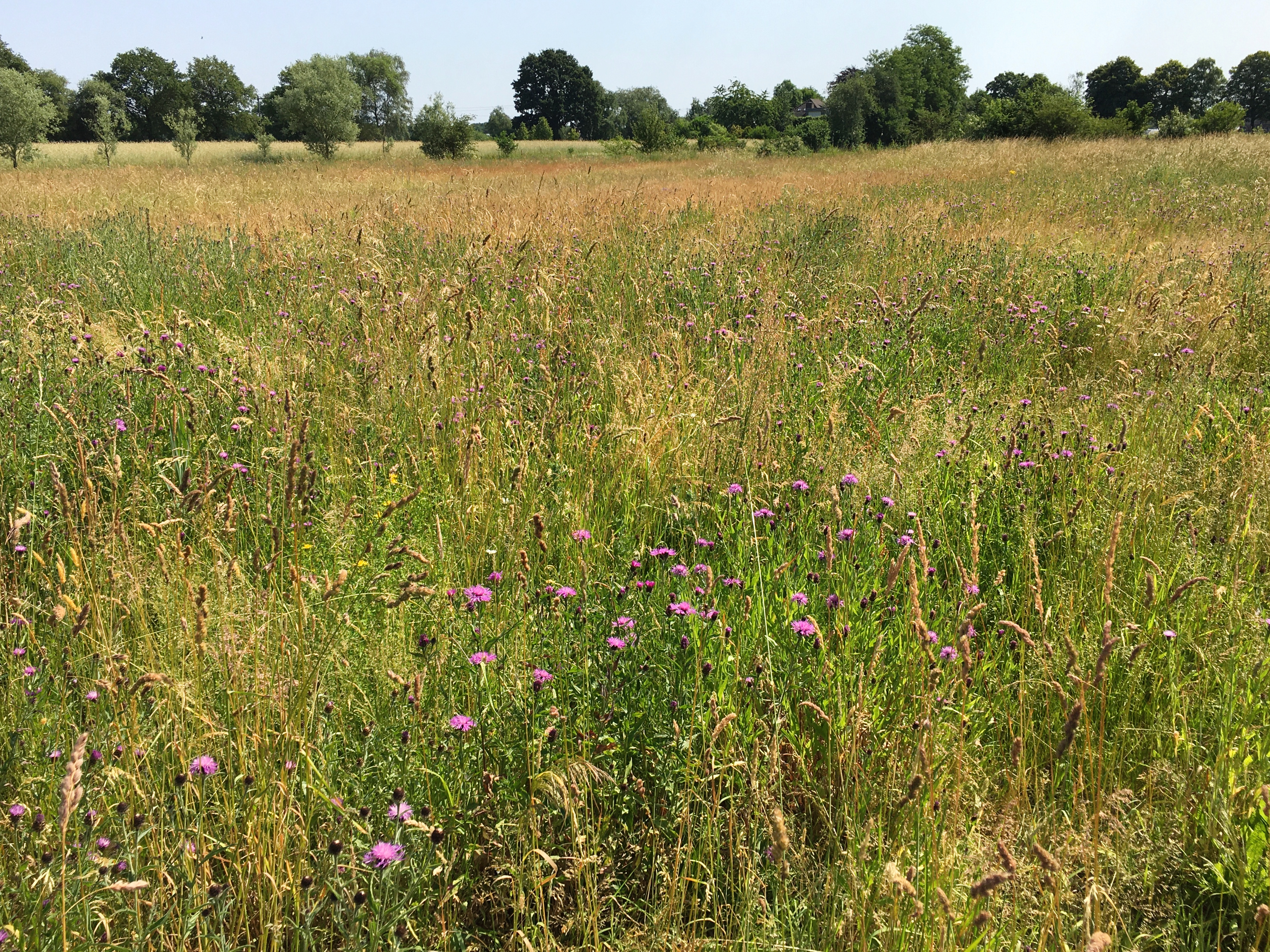
Een populatie van knoopkruid in de glanshaver-associatie.
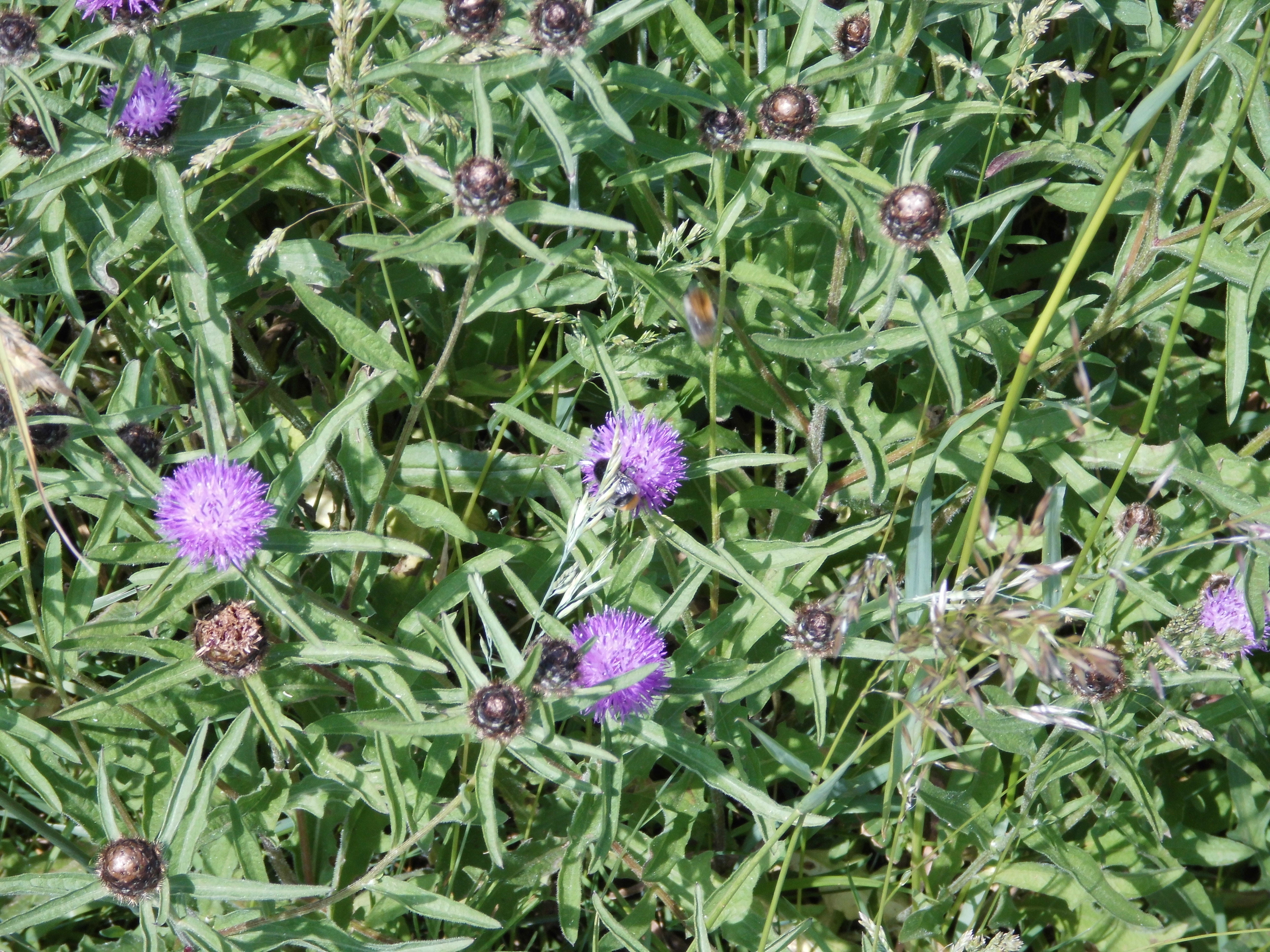

... · 
C. calcitrapa (kalketrip) · 
C. cyanus (korenbloem) · 
C. jacea (knoopkruid) · 
C. montana (bergcentaurie) · 
C. nigra (zwart knoopkruid) ·  
C. sadleriana · 
C. scabiosa (grote centaurie) · 
C. stoebe (rijncentaurie) · 
C. taliewii · 
...